# ヌーリスターン語群
ヌーリスターン語群（Nuristan）、またはカーフィル語群（Kafir）とは、パキスタンからアフガニスタンにかけて分布する言語のグループで、インド・ヨーロッパ語族のインド・イラン語派に属する。

## 概説
ヌーリスターン語群の話者は、パキスタン北西部からアフガニスタン東部のヒンドゥークシュ山脈奥部に孤立して散在する村々に分布している。これら村落は近代国家の中央政府からの統制をいまだ受けておらず、欧米の言語学者の調査が及んでいなかった。従って文献に初めて現れたのは19世紀と比較的遅い。推定によれば話者人口は非常に少なく、危機言語として扱われる。
比較言語学的な位置づけについては、近年ではインド・イラン語派内の独立した一グループとする見解が主流であるが、一方で支持は少ないながらも、インド語群に含める説や、イラン語群に属するがインド語群に属するダルド語群から多大な影響を受けて変容したとする説もある。いずれにせよ、ヌーリスターン語群の諸民族が現住地に落ち着いたのは相当の過去のことであり、またインド語派とは異なりパンジャーブ地方へは入らなかったという点に争いはない。

## 名称
ヌーリスターンは1890年代までペルシア語で「不信仰者の地」を意味するカーフィリスタンと呼ばれていた。これは当地の住民が独自の多神教（アニミズム）を信仰していたためで、言語もこれに倣ってカーフィル語群とされていた。しかしアブドゥッラフマーン・ハーンに征服されて強制的に改宗させられ、住民の一部がイスラームを受容すると、異教の民がイスラームの光に照らされたとしてヌーリスターン（光の地）と呼ばれるようになり、カーフィル語群の名も差別的だとしてヌーリスターン語群に改められた。

## ヌーリスターン語群に属する言語
ストランドは、ヌーリスタン語群には大別して5言語が存在し、それぞれ数種類の方言をもつとしている。主な方言にはカタヴァリ語、カンヴィリ語、ヴァイアラ語（英: Vai-ala）などがあり、パキスタン側のヌーリスタンではカンヴィリ語話者が大多数である。これら方言とはダルド語派との関連が指摘されているが、言語学的というよりは地理的な関連であろう。
- アシュク語（英語版）　話者数2000人
- カム・カタヴァリ語（英語版）　話者数24200人（カタヴァリ語（英語版）、カンヴィリ語（英語版）、ムンヴィリ語（英語版）を含む）
- ワシ・ワリ語　話者数2000人。プラスニ語とも
- トレガミ語　話者数1000人
- ワイガリ語　話者数2000人

## 言語の多様性の地、チトラル
ノルウェー人言語学者のゲオルク・モルゲンスティールネによれば、チトラルは言語の多様性という意味で世界一豊かな地域である。主要言語はコワール語であるが、その他にカラーシャ語（チトラルのカラシュ族：カラシュ語、ヌーリスタンのカラシュ族：ワイガリ語）、パルーラ語、ダメーリー語、ガワール・バティ語、ヌーリスターン語群、イドガ語、ブルシャスキー語、グジャール語、ワヒ語、キルギス語、ペルシア語、パシュトー語などが話されている。上にあげた言語は表記法が確立していないため、手紙などにはウルドゥー語やペルシア語が用いられる。